# Жак, Ядвига Каролина
Ядви́га Кароли́на Жак (пол. Jadwiga Karolina Żak, в монашестве — Мария Имельда; 29 декабря 1892, Освенцим — 1 августа 1943, Новогрудский район, Барановичская область) — блаженная Римско-католической церкви, монахиня женской монашеской конгрегации «Сёстры Святого Семейства из Назарета» (назаретанки), мученица. Одна из одиннадцати Новогрудских мучениц.

## Биография
До монашества занималась педагогической деятельностью. В 1911 году вступила в женскую монашескую конгрегацию «Сёстры Святого Семейства из Назарета» (назаретанки). Новициат закончила в Альбано, Италия, где приняла вечные монашеские обеты под именем Мария Имельда. В 1936 году вместе с другими монахинями по просьбе епископа приехала в Новогрудок, Белоруссия, где работала в ризнице католического храма Преображения Господня в городе Новогрудок.
В августе 1943 года в Новогрудке происходили массовые репрессии против мирного населения. Ядвига Каролина вместе с другими монахинями предложила немецким оккупационным властям заменить собой арестованных мирных жителей. В ночь с 31 июля на 1 августа была арестована вместе с другими монахинями монастыря и расстреляна рано утром 1 сентября в лесу недалеко от Новогрудка.

## Прославление
5 марта 2000 года причислена к лику блаженных римским папой Иоанном Павлом II.